# Konfrontacja Sztuk Walki
Konfrontacja Sztuk Walki, spesso abbreviata in KSW, è un'organizzazione polacca di arti marziali miste.
È una delle maggiori promozioni europee di MMA grazie ad una curata produzione di ottimo livello e ad eventi che dal 2010 registrano costantemente un'affluenza compresa tra 7.000 e 14.000 spettatori, tra le più elevate a livello mondiale nelle MMA.
Con il tempo hanno promosso lottatori che sono diventati delle bandiere dell'organizzazione e degli idoli dei fan come Mamed Chalidov e Mariusz Pudzianowski.

## Storia
Konfrontacja Sztuk Walki ("Confronto di arti marziali" in lingua polacca) nasce nel 2004 da un'idea dei promoter Martin Lewandowski e Maciej Kawulski, entrambi appassionati di sport da combattimento; Lewandowski al tempo era il manager dell'Hotel Marriott di Varsavia, albergo parte del gruppo Marriott International e sito nel grattacielo Centrum LIM, e nel 2002 conobbe Kawulski con il quale sviluppò il proprio progetto che prese vita un anno e mezzo più tardi.
I primi sette eventi della promozione si tennero tutti a Varsavia con i primi cinque ospitati presso l'Hotel Marriott di Lewandowski, mentre i successivi due trovarono spazio nell'Hala Torwar.
Il primo evento KSW I del 27 febbraio 2004 fu caratterizzato da un solo torneo di pesi massimi ad otto uomini, e non vi fu alcuna copertura mediatica: la formula dei tornei ad eliminazione diretta giocati interamente nello stesso evento caratterizzò tutti i successivi eventi principali KSW fino al 2011.
Il secondo evento KSW II ebbe maggior supporto da parte di sponsor, stampa e media in genere, tra questi il canale televisivo Polsat che supporterà la promozione di MMA anche in futuro; l'evento vide anche la presenza di un match non valido per il torneo della serata.
Fino all'evento KSW IV escluso gli atleti generalmente indossavano abiti tipici delle discipline di combattimento che li caratterizzavano, pratica che successivamente andò in disuso dal 2005 nonostante un regolamento permissivo da questo punto di vista.
Con l'evento KSW XI del 15 maggio 2009 la KSW mise in gioco per la prima volta una cintura di campione di categoria, in tal caso fu il titolo dei pesi mediomassimi che venne conteso da Mamed Khalidov e Daniel Acácio; inoltre a partire da questo evento i tornei KSW prevedevano la finale non più nella stessa sera ma bensì durante l'evento successivo.
KSW XIII: Kumite del 7 maggio 2010 registrò ben 11.000 spettatori: fu la svolta per la popolarità della KSW che nei primi quattro eventi non registrò mai più di 600 spettatori, e fino al 2010 il pubblico pagante oscillava sempre attorno alle 3.000 unità.
Negli anni successivi si riscontrarono picchi di 14.000 spettatori con gli eventi ospitati all'Atlas Arena di Łódź.
L'evento minore KSW Fight Club del 9 ottobre 2010 fu il primo nella storia della KSW a non prevedere alcun torneo: successivamente a partire dall'evento KSW XV: Współcześni Gladiatorzy del 2011 la KSW abbandonò totalmente la formula dei tornei per concentrarsi maggiormente sulle cinture di campione nelle varie categorie di peso; KSW Fight Club fu anche il primo evento KSW nel quale venne utilizzata una gabbia anziché il ring da pugilato che da sempre caratterizzò la KSW: il successivo evento con gabbia fu il pay per view KSW XXVII: Cage Time del 2014.
KSW XVII: Zemsta del 26 novembre 2011 fu il primo nel quale gli atleti vennero premiati con bonus in denaro per il miglior KO della serata, la miglior sottomissione della serata ed il miglior incontro della serata.
In KSW XIX del 12 maggio 2012 per la prima volta si assisté ad un incontro di MMA femminili tra Marta Chojnoska e Paulina Suska.
Il successivo evento KSW XX: Symfonia Walki fu il primo pay per view nella storia dell'organizzazione.

### Città ospitanti
- Varsavia
  - Hotel Marriott
  - Hala Torwar (dal 2006)
- Breslavia
  - Hala Orbita (dal 2007)
  - Sala del Centenario (dal 2008)
- Dąbrowa Górnicza
  - Hala Centrum (dal 2008)
- Katowice
  - Spodek (dal 2010)
- Łódź
  - Atlas Arena (dal 2010)
- Ryn
  - Zamek krzyżacki (dal 2010)

- Ełk
  - Hala MOSiR (dal 2011)
- Danzica
  - Ergo Arena (dal 2011)
- Płock
  - Orlen Arena (dal 2012)
- Stettino
  - Hala widowiskowo-sportowa w Szczecinie (dal 2014)
- Cracovia
  - Kraków Arena (dal 2014)
- Poznań
  - Poznań Arena (dal 2015)

## Regole
Il regolamento della KSW è chiaramente ispirato alle regole unificate della commissione atletica del Nevada, le quali sono internazionalmente il set di regole più diffuso, ma presenta alcune varianti rispetto al modello statunitense:
- gli incontri possono essere anche di soli 2 round (Mariusz Pudzianowski generalmente combatte incontri di due round)
- gli incontri per il titolo sono al meglio dei 3 round con l'aggiunta di un eventuale quarto round in caso di parità
- se uno degli atleti commette una scorrettezza ritenuta volontaria o ne commette 3 ritenute involontarie subisce la squalifica; un lottatore può essere squalificato anche per non aver rispettato il regolamento relativo al fair play
- non sono ammesse gomitate alla testa dell'avversario
- la tecnica del german suplex è vietata negli incontri che si svolgono in un ring
- per quanto riguarda l'abbigliamento solamente le calzature sono vietate, mentre ginocchiere, cavigliere e paragomiti possono essere utilizzati se ritenuti ideonei

La promozione si contraddistingue per aver utilizzato fin da principio un ring da pugilato bianco; solamente dal 2010 si è assistito all'introduzione della gabbia a forma circolare che però poi non venne più utilizzata fino al 2014.

### Classi di peso

#### Maschili
- Pesi Piuma: fino ai 66 kg
- Pesi Leggeri: fino ai 70 kg
- Pesi Welter: fino ai 77 kg
- Pesi Medi: fino agli 84 kg
- Pesi Mediomassimi: fino ai 93 kg
- Pesi Massimi: fino ai 120 kg
- Pesi Supermassimi: oltre i 120 kg

#### Femminili
- Pesi Paglia: fino ai 55 kg

La divisione femminile che nel regolamento stesso della promozione viene definita "pesi paglia" durante gli eventi viene annunciata solamente come "divisione femminile", e presenta un limite massimo di peso di 55 kg quando generalmente il limite di peso dei paglia è di 52 kg.

## Campioni attuali

### Detentori delle cinture
| Divisione            | Limite superiore di peso (in chili) | Campione            | Dal                 | Difese              |
| Campionati Maschili  | Campionati Maschili                 | Campionati Maschili | Campionati Maschili | Campionati Maschili |
| -------------------- | ----------------------------------- | ------------------- | ------------------- | ------------------- |
| Pesi Massimi         | 120                                 | Phil De Fries       | 14 aprile 2018      | 11                  |
| Pesi Mediomassimi    | 93                                  | Rafał Haratyk       | 24 febbraio 2024    | 1                   |
| Pesi Medi            | 84                                  | Paweł Pawlak        | 3 giugno 2023       | 2                   |
| Pesi Welter          | 77                                  | Adrian Bartosiński  | 22 aprile 2023      | 2                   |
| Pesi Leggeri         | 70                                  | Salahdine Parnasse  | 3 giugno 2023       | 1                   |
| Pesi piuma           | 65.5                                | Salahdine Parnasse  | 18 dicembre 2022    | 2                   |
| Pesi Gallo           | 61.5                                | Sebastian Przybysz  | 25 gennaio 2025     | 0                   |
| Campionati Femminili |                                     |                     |                     |                     |
| Pesi Paglia          | 55                                  | Vacante             |                     |                     |

### Finalisti dei tornei
| Evento                      | Anno/classe di peso    | Vincitore          | Finalista         |
| --------------------------- | ---------------------- | ------------------ | ----------------- |
| KSW I                       | 2004                   | Łukasz Jurkowski   | Roman Szaszkow    |
| KSW II                      | 2004                   | Antoni Chmielewski | Łukasz Jurkowski  |
| KSW III                     | 2005                   | Antoni Chmielewski | Łukasz Jurkowski  |
| KSW IV                      | 2005                   | Jacek Buczko       | Damir Mirenić     |
| KSW V                       | 2006 Pesi Medi         | Francis Carmont    | Robert Jocz       |
| KSW VI                      | 2006                   | Michał Materla     | Krzysztof Kułak   |
| KSW VII                     | 2007                   | António Mendes     | Martin Zawada     |
| KSW Eliminacje              | 2007                   | Jan Błachowicz     | Daniel Dowda      |
| KSW VIII                    | 2007 Pesi Medi         | Alexey Oleinik     | Krzysztof Kułak   |
| KSW Eliminacje II           | 2008 Pesi Mediomassimi | Michał Fijałka     | Sebastian Olchawa |
| KSW IX                      | 2008 Pesi Medi         | Jan Błachowicz     | Aziz Karaoglu     |
| KSW Extra                   | 2008 Pesi Leggeri      | Maciej Górski      | Jędrzej Kubski    |
| KSW X: Dekalog              | 2008 Pesi Mediomassimi | Dave Dalgliesh     | Petr Ondruš       |
| KSW XI                      | 2009 Pesi Medi         | Vitor Nóbrega      | Aslambek Saidov   |
| KSW XII                     | 2009 Pesi Massimi      | David Olivia       | Konstantin Gluhov |
| KSW XIII: Kumite            | 2010 Pesi Mediomassimi | Jan Błachowicz     | Daniel Tabera     |
| KSW XIV: Dzień Sądu         | 2010 Pesi Leggeri      | Niko Puhakka       | Maciej Górski     |
| KSW Extra II: President Cup | 2010 Pesi Welter       | Aslambek Saidov    | Ruben Crawford    |

## Lottatori di rilievo
- Francis Carmont
- Mamed Khalidov
- Alexander Gustafsson
- Matteo Minonzio
- Michele Verginelli
- Mariusz Pudzianowski
- Eric Esch
- Marco Santi
- Matt Lindland
- Bob Sapp
- Houston Alexander
- Melvin Manhoef